# Martín Ignacio de Loyola
Martín Ignacio de Loyola, ursprünglich Martín Ignacio Martinez de Mallea, (* um 1550 in Eibar, Spanien; † 1606 (nach anderen Angaben: 1605 oder 1616) in Buenos Aires) war ein spanischer Franziskaner. Als Missionar reiste er in den Jahren 1580–1584 und 1585–1589 zweimal um die Welt und gilt daher als die erste Person, die die Welt in West- und Ostrichtung umsegelte, sowie – nach Maestre Anes – als der zweite Mensch, der die Welt zweimal umreiste. Martin de Loyola, der lange als Missionar in China wirkte, wurde 1572 zum Priester geweiht. Er war ein Großneffe des hl. Ignatius von Loyola.
Loyolas Bericht über seine erste Reise um die Welt erschien 1586 in Rom in einem Buch von Juan González de Mendoza mit dem Titel Historia de las cosas más notables, ritos y costumbres del gran reyno de la China („Bericht über die bemerkenswertesten Dinge, Riten und Gebräuche des großen Reichs von China“). 1595, sechs Jahre nach seiner zweiten Rückkehr nach Spanien, reiste Loyola über Panama, Peru und Chile nach Paraguay, dessen spanischer Gouverneur Garcia de Loyola sein Vetter war. Drei Jahre nach seiner Rückkehr nach Spanien im Jahr 1600 wurde er als Bischof nach Asunción entsandt.

## Werke
- Viaje alrededor del mundo (1585; online)